# Russisches Institut für Strategische Studien

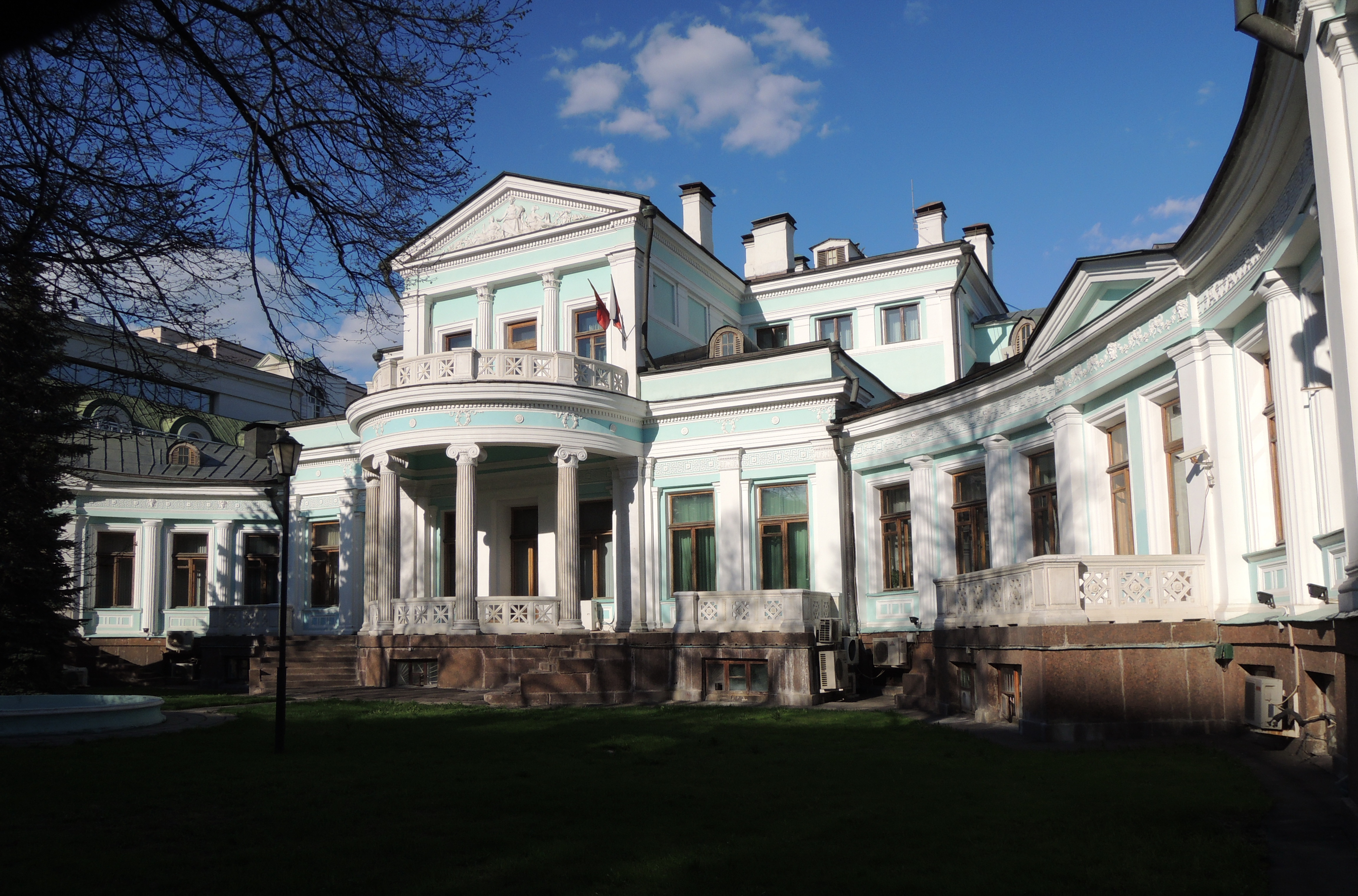
Hauptsitz des Instituts

Das Russische Institut für Strategische Studien (RISS) ist eine russische Organisation mit Sitz in Moskau, die 1992 per Erlass des damaligen Präsidenten der Russischen Föderation Boris Jelzin gegründet wurde. Das Institut hat Regionalbüros in Nischni Nowgorod, Kaliningrad, Sankt Petersburg, Rostow am Don, Jekaterinburg, Archangelsk, Tscheljabinsk und Wladiwostok.
Ihre Mitarbeiter werden von Putins Präsidialverwaltung ernannt und sind oftmals ehemalige hochrangige Beamte des russischen Auslandsgeheimdienstes. Der Organisation wird nachgesagt, sie fördere pro-russische Ansichten und anti-westliche Propaganda.
Nach Auffassung des Politikwissenschaftlers Felix Riefer wurde durch das Institut unter seinem langjährigen Leiter Leonid Reschetnikow „die nationalistisch-konservative Ausrichtung Russlands pseudo-intellektuell unterfüttert. Das Institut arbeitete auch eng mit dem neurechten Politologen Alexander Dugin zusammen.“